# Clunio pacificus
Clunio pacificus är en tvåvingeart som beskrevs av Edwards 1926. Clunio pacificus ingår i släktet Clunio och familjen fjädermyggor. Inga underarter finns listade i Catalogue of Life.